# لشکر ۹ زرهی (ایالات متحده آمریکا)
لشکر ۹ زرهی ایالات متحده آمریکا (انگلیسی: 9th Armored Division) لشکر زرهی نیروی زمینی ایالات متحده آمریکا بود، که در سال ۱۹۴۲ تأسیس شد و در سال ۱۹۴۵ منحل گردید.
لشکر ۹ زرهی یک لشکر زرهی ارتش ایالات متحده در طول جنگ جهانی دوم بود. به افتخار خدمتشان در جنگ جهانی دوم، لشکر نهم رسماً "لشکر شبح" یا "لشکر فانتوم" لقب گرفت.
لشکر ۹ زرهی به خاطر قهرمانی و شجاعت خارق‌العاده در نبرد در مجاورت والدبیلیگ و ساولبورن، لوکزامبورگ از ۱۶ تا ۲۲ دسامبر ۱۹۴۴ مورد تقدیر قرار گرفت، نبردی که در طی آن حملات مداوم و مصمم یک لشکر کامل آلمانی را دفع کردند. با نسبت پنج به یک، تعداد سربازان پیاده نظام آن پنج به یک بود و گروهان‌های تفنگدار آن بیشتر اوقات در محاصره بودند. کارمندان، آشپزها، مکانیک‌ها، رانندگان و دیگران خط دفاعی نهایی ۱۰۰۰۰ یاردی (۹۱۰۰ متری) را اداره می‌کردند. این نیروی پراکنده با پشتیبانی آتش فوق‌العاده پاسخگو و دقیق گردان توپخانه خود، به مدت شش روز هر حمله‌ای را متوقف کرد تا اینکه به پیاده نظام محاصره شده‌اش دستور داده شد تا راه خود را به سمت آنها باز کنند. این دفاع سرسختانه، برنامه دقیق حمله آلمان را مختل کرد و بنابراین به سپاه‌های سوم و دوازدهم ایالات متحده زمان داد تا بدون مانع گرد هم آیند و سپس حمله‌ای هماهنگ را آغاز کنند که محاصره باستون را شکست و به نجات بخش بزرگی از لوکزامبورگ و پایتخت آن از تهاجم دیگر آلمان کمک کرد. آنها به خاطر قهرمانی‌شان، نشان افتخار واحد ریاست‌جمهوری را دریافت کردند.